# Квакшино
Квакшино (рос. Квакшино) — присілок в Калінінському районі Тверської області Російської Федерації.

Школа в селі

Населення становить 1027 осіб. Входить до складу муніципального утворення Верхнєволзьке сільське поселення.

## Історія
Від 2005 року входить до складу муніципального утворення Верхнєволзьке сільське поселення.

## Населення
| 1859 | 1886 | 1997  | 2002  | 2010  |
| ---- | ---- | ----- | ----- | ----- |
| 206  | ↗310 | ↗1342 | ↘1280 | ↘1027 |